# Cyperus alulatus
Cyperus alulatus är en halvgräsart som beskrevs av Johannes Hendrikus Kern. Cyperus alulatus ingår i släktet papyrusar, och familjen halvgräs. IUCN kategoriserar arten globalt som livskraftig. Inga underarter finns listade i Catalogue of Life.